# هربرت ألتون ماير
هربرت ألتون ماير (بالإنجليزية: Herbert Alton Meyer)‏ هو محامي وشخصية أعمال وناشر وسياسي أمريكي، ولد في 30 أغسطس 1886 في تشيليكوث في الولايات المتحدة، وتوفي في 2 أكتوبر 1950 في بيثيسدا في الولايات المتحدة بسبب مرض. حزبياً، نشط في الحزب الجمهوري. وقد انتخب وزير داخلية الولايات المتحدة (1915 – 1917) وانتخب عضو مجلس النواب الأمريكي.